# Ulstein Group

Logo

Die Ulstein Group ASA  ist ein Schiffbauunternehmen in der norwegischen Gemeinde Ulsteinvik im Fylke Møre og Romsdal.

## Geschichte
Das Unternehmen wurde im Jahr 1917 von Martin Ulstein unter dem Namen „Ulstein mek. Verksted“ gegründet. Seit den 1960er Jahren entwickelte Ulstein mit der UT-Serie (UT=Ulstein Trading) zahlreiche erfolgreiche Schiffsentwürfe für die wachsende Nordsee-Ölindustrie.  1999 erwarb Vickers einen Großteil der Ulstein-Gruppe inklusive der Unternehmensteile für Schiffsentwurf und Ausrüstung und integrierte diesen als Vickers Ulstein Marine System. Noch im Jahr 1999 wurde Vickers seinerseits von Rolls-Royce (heute: Kongsberg) übernommen. Nach der Vickers-Übernahme behielt die Ulstein-Familie die Werft und entwickelte erneut eigene Entwürfe. Bis heute befindet sich das Unternehmen in Familienbesitz und wird zurzeit in dritter Generation von Gunvor Ulstein und Tore Ulstein geleitet. Hauptsitz des Unternehmens ist Ulsteinvik und der Haupterwerbszweig der Bau von Versorgungsschiffen, Tonnenlegern sowie Spezialschiffen für die Forschung auf der Ulstein-Werft. Zu den bisher rund 300 gebauten Schiffen der Ulstein-Werft zählen auch die Hurtigruten-Schiffe Polarlys und Midnatsol.

## Gliederung
Innerhalb der Ulstein Group sind folgende Unternehmenszweige angesiedelt:
- Ulstein Verft AS /Ulstein Elektro Installasjon AS
- Ulstein Design & Solutions AS
- Ulstein Design & Solutions BV
- Ulstein Power & Control AS
- Ulstein International AS
- Ulstein Poland Sp. z o.o.
- Ulstein Shipping AS
- Ulstein Marine Systems (Shanghai) Co. Ltd.
- Ulstein Marine Equipment (Ningbo) Co. Ltd.
- Ulstein Electrical Technology (Ningbo) Co. Ltd.
- Blue Ctrl AS

## Besonderes
„Ulstein X-Bow“ ist die Bezeichnung für eine Form eines Schiffbugs, auf den die Werft ein Patent hält. Ebenso hält sie ein Patent auf eine spezielle Heckform, „Ulstein X-stern“, und ULSTEIN TWIN-X-STERN.